# Epicharm
Epicharm, znany również jako Epicharm z Kos (gr. Επίχαρμος), ur. ok. 540 p.n.e., zm. ok. 450 p.n.e. – grecki komediopisarz uważany powszechnie za jednego z twórców komedii, najważniejszy twórca tzw. komedii sycylijskiej; filozof, zaliczany do pitagorejczyków.

## Rozbieżności co do miejsca urodzenia
Miejsce urodzenia Epicharma nie jest znane, aczkolwiek późniejsi antyczni komentatorzy jego dzieł wskazują na wiele alternatywnych miejsc. Suda podaje, że przyszedł na świat w Syrakuzach, bądź w antycznym sikanijskim mieście Krastos w centralnej części Sycylii. Diogenes Laertios wskazuje na miasto Astipalea – antyczną stolicę Kos, leżącą nieopodal obecnego miasta Kefalos. Ten sam autor podaje jednak również, że ojciec Epicharma był wybitnym lekarzem oraz że przeniósł się z rodziną do Megary, antycznego miasta leżącego 19 km na północ od Syrakuz, kiedy Epicharm miał zaledwie kilka miesięcy. Pomimo iż wychował się w tradycji asklepioskiej, jako dorosły został orędownikiem filozofii Pitagorasa. Z uwagi na duże rozbieżności co do miejsca urodzenia Epicharma, wszystkie informacje biograficzne traktujące na ten temat powinny być traktowane z dużą dozą podejrzliwości. Więcej odniesień do alternatywnych źródeł i miejsc oraz dyskusje co do ich prawdopodobieństwa można znaleźć w Pickard-Cambridge's Tragedy, Comedy, Dithyramb oraz bardziej współczesnej pozycji Rodrigueza Noriegi Guillena Epicarmo di Siracusa: Testimonios y Fragmentos. Wydana na początku lat 90. publikacja R. Kassela i C. Austina Poetae Comici Graeci wskazuje z dużą dozą prawdopodobieństwa na to, iż po roku 484 p.n.e. Epicharm mieszkał w Syrakuzach i pracował jako poeta, świadcząc swoje usługi dla tyranów Gelona i Hierona I.

## Twórczość literacka
Większość informacji na temat Epicharma pochodzi z dzieł Atenajosa i Diogenesa Laertiosa oraz z Sudy, aczkolwiek fragmenty i liczne komentarze można znaleźć w wielu dziełach pisarzy antycznych. Znaleziono również papirusy z długimi fragmentami tekstów twórcy, ale są one często w bardzo złym stanie zachowania. Platon wspomina o Epicharmie w swoich dialogach (Gorgiasz, Teajtet). W dialogu Teajtet Sokrates określa Epicharma jako "księcia komedii", a Homera tytułuje "księciem tragedii".
Przekrój tematów poruszanych w jego twórczości był bardzo szeroki, począwszy od napomnień przeciwko zatruciu obyczajów i lenistwu, poprzez mitologiczne burleski, po pisma zorientowane na tematy filozoficzne, medyczne, nauki przyrodnicze, lingwistykę oraz etykę. Wśród wielu różnych filozoficznych i moralnych lekcji, jakich udzielał, wartym uwagi jest jego spostrzeżenie, że ciągłe ćwiczenie się w cnocie może przezwyciężyć cechy dziedziczne – każdy ma zatem potencjał, aby być dobrym człowiekiem, bez względu na swoje pochodzenie.
Rola, jaką odegrał Epicharm w dziejach komedii, jest niejednoznaczna. Arystoteles przypisywał mu wynalezienie komediowej fabuły (mýthos), inni twierdzili, że Sycylijczyk jedynie rozwinął komedię. Drobiazgowe analizy niemieckiego uczonego Rainera Kerkhofa prowadzą jednak do wniosku, że Epicharm wpłynął najbardziej nie na attyckich komików, ale na poetów tragicznych. Najwięcej łączyło go z Ajschylosem, który odwiedził Sycylię pod koniec życia Epicharma.
Epicharm parodiował Ajschylosa. Przypisuje się im wspólne autorstwo Bachantek, Atalanty, Filokteta, Sfinksa i Persów – tragedia Ajschylosa wystawiona była w Syrakuzach.
Tematyka zachowanych dramatów Epicharma znacznie wykraczała poza stereotypowy repertuar scenek z życia codziennego. Główną część – co najmniej 22 spośród około 41 znanych tytułów (35 lub 40 lub 52, wedle różnych źródeł) – stanowiły farsy mitologiczne; ulubionymi bohaterami byli Herakles (7 sztuk) i Odyseusz (6 sztuk) – obaj herosi występowali w pejoratywnych rolach: pierwszy był żarłokiem, drugi tchórzem. Rzadziej pojawiały się w sztukach Epicharma tematy codzienne, typowe dla mimów, jak na przykład pierwszy w literaturze portret pasożyta w Nadziei oraz w Bogactwie.

## Poglądy filozoficzne
W swoich pismach filozoficznych jednoznacznie podkreśla naczelną rolę rozumu, stwierdzając, że: "tylko rozum widzi i tylko rozum słyszy; wszystko inne jest ślepe i głuche."
Wskazuje jednocześnie na boskie pochodzenie rozumu:
[...] życie ludzkie wymaga przede wszystkim umiejętności rachunku i liczby; utrzymujemy się przy życiu dzięki liczbie i umiejętności rachunku; one to bowiem ratują śmiertelnych (od zagłady). [....] to rozum zawsze steruje ludźmi i ratuje ich (od zagłady). Człowiekowi dana jest umiejętność rachunku, a jest to rozum boski; bowiem rozum ludzki zrodził się z rozumu boskiego i on to daje każdemu człowiekowi środki do życia i odżywiania się. We wszystkich umiejętnościach zaś ujawnia się rozum boski, ucząc ludzi wszystkiego, co czynić trzeba dla wygody oraz pożytku. Bowiem nie człowiek wynalazł umiejętności, lecz bóg.

## Wybrane cytaty z dzieł
Powinien zwyciężyć rozum, a nie namiętności.
Najlepszą rzeczą, jaką moim zdaniem może posiadać człowiek, jest zdrowie.
Ręka rękę myje: daj coś od siebie, a powinieneś coś otrzymać.
Jaka jest natura człowieka? Opróżnianie pęcherza!

## Informacje dodatkowe
Był człowiekiem długowiecznym. Zmarł mając ponad 90 lat (według Lukiana z Samosat przeżył 97 lat).